# Цзіньчуань (родовище)
Цзіньчуань — третє у світі за підтвердженими запасами родовище і копальня сульфідних руд нікелю, міді та платиноїдів в Китаї (провінція Ганьсу).

## Характеристика
Загальні запаси родовища на початок 1998 р. перевищують 4,9 млн т нікелю при його вмісті в рудах 1.06 %. Понад 80 % нікелю, що добувається в Китаї, надходить з цього родовища, промислове освоєння якого дозволило країні позбутися експортної залежності. Потужності рудних тіл на родовищі варіюють від декількох дециметрів до більш ніж 100 м, протяжність — від перших метрів до 1 км. Переважна їх частина складена рудами сидеронітової структури. Виділяються дуже багаті (до 7 % Ni), багаті (1–2 %) і бідні (0.5–0.6 %) руди. Загальні запаси найбагатшої ділянки № 2 оцінені в 4.01 млн т нікелю при вмісті його в руді 1.25 % (максимальний вміст 5.29 %). З руд родовища виплавляється 80 % всього нікелю країни, 90 % кобальту і 93 % платиноїдів.